# ソウル (映画)
『ソウル(SEOUL)』は、2002年公開の日本映画。主演は長瀬智也、チェ・ミンス。監督は長澤雅彦。配給は東宝。2002年日韓国民交流年記念作品。

## キャスト
- 早瀬祐太郎 - 長瀬智也
- キム・ユンチョル - チェ・ミンス
- ユン・キャンヒ - キム・ジョン
- カン・ヨンス - チェ・ソンミン
- チェ主任捜査官 - リー・チャンユン
- イ・ジュンフン - チョイ・サンユ

## スタッフ
- 監督：長澤雅彦
- 製作：亀山千広、島谷能成、気賀純夫、藤島ジュリーK
- 企画：藤本俊介、関 一由、武政克彦、藤原正道
- プロデューサー：小滝祥平、遠谷信幸、松野博文、尾越浩文
- アソシエイトプロデューサー：加藤悦弘、千野毅彦、関口大輔、青木真樹
- 脚本：長谷川康夫
- 音楽：住友紀人
- 撮影：山本英夫
- 照明：中村裕樹
- 録音：小野寺修、白取 貢
- 編集：奥原好幸
- 助監督：山田敏久
- 製作担当：芳川 透、木村利明
- 監督補：森谷晁育
- 韓国側プロデューサー：チェ・スンジェ、イ・ジョンハク
- 特殊効果：ジョン・ドアン
- 美術監督：ジョ・ソンウォン
- アクション監督：ジョン・ドゥホン
- 製作：「ソウル」プロデューサーズ・リレーションズ（フジテレビジョン、東宝、電通、ジャニーズ出版、ポニーキャニオン、デスティニー・エンジンネットワーク）
- 製作プロダクション：エンジンネットワーク、デスティニー
- 配給：東宝